# Berkhoek (Tilburg)
Berkhoek is een buurtschap  in de gemeente Tilburg in de Nederlandse provincie Noord-Brabant. Het ligt in het noordoosten van de gemeente iets ten zuiden van Udenhout.
Noord-Brabant: Steden en dorpen      Nederland: Provincies · Gemeenten